# Соллентуна
Солленту́на (швед. Sollentuna) — коммуна в Швеции, расположенная в Стокгольмском лене. Администрация коммуны находится в Туреберге.
Коммуна граничит с коммунами Сундбюберг, Стокгольм, Ерфелла, Уппландс-Весбю, Тебю, Дандерюд и Сольна.

## История

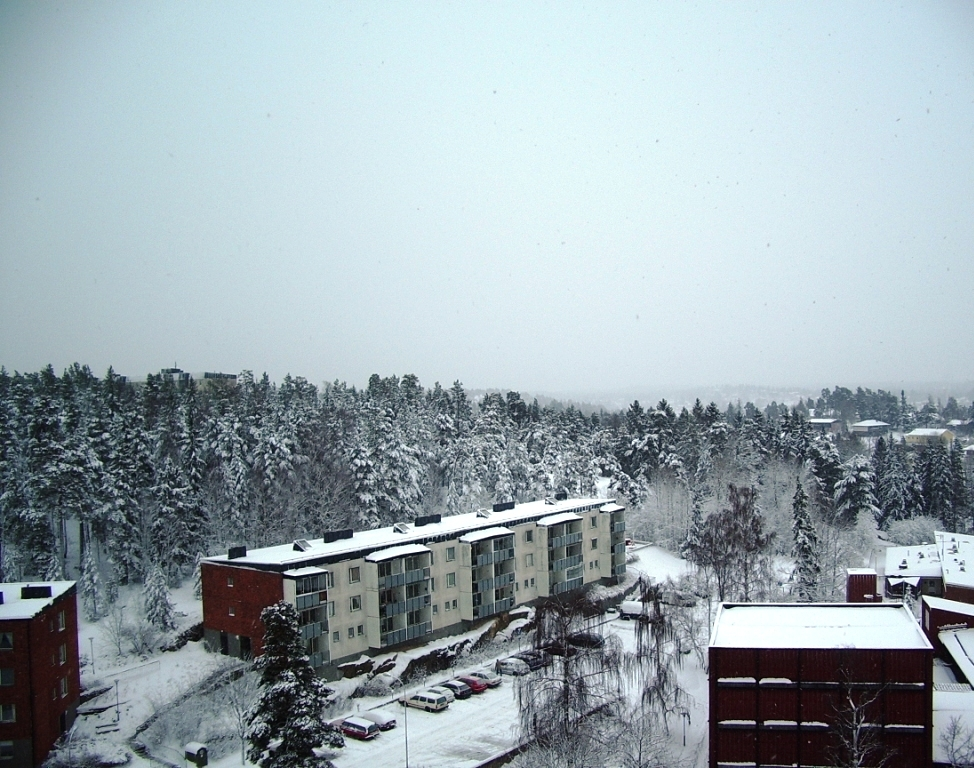
Жилые дома в Соллентуне

Соллентуна является единственной коммуной, которая не подверглась преобразованию в результате административных реформ 1950 − 1970-х годов. Её территория в целом (за исключением небольших изменений) совпадает с территорией старого Соллентунского прихода, преобразованного в 1863 году в сельскую коммуну (landskommun). В 1944 году из сельской коммуны был образован посёлок городского типа Соллентуна (Sollentuna köping), из которого в 1971 году была сформирована существующая поныне Соллентунская коммуна.